# Michel Teló - Ao Vivo
Ao Vivo este primul album live al cântărețului și multi-instrumentistului brazilian Michel Teló.A fost înregistrat în orașul Lages, Santa Catarina.Albumul conține 2 singeluri: Larga de Bobeira și Fugidinha.

## Cântece
1. Ei, Psiu! Beijo Me Liga
2. Me Odeie
3. Fugidinha
4. Pode Ir
5. Curtindo Solidão
6. Larga De Bobeira
7. Amanhã Sei Lá
8. É Amor Pra Valer
9. Fala Coração
10. Dominou Geral
11. Se Não Tem Mar, Vamos Pro Bar
12. Olhos Negros
13. Pot Pourri: Barquinho / Eu Quero Você
14. Orelhão
15. Amor Não É Paixão
16. A Voz
17. Balada Sertaneja

## Premii
| Țară            | Premiu | Vânzări      |
| --------------- | ------ | ------------ |
| Brazilia - ABPD | Aur    | Peste 20 000 |